# Букс (Аргау)
Букс (нем. Buchs AG) — коммуна в Швейцарии, в кантоне Аргау.
Входит в состав округа Арау. Население коммуны составляет 8429 человек (31 декабря 2023). Официальный код  —  4003.